# This Mortal Coil
This Mortal Coil — британський музичний колектив на чолі з Іво Воттс-Расселом, засновником британського лейблу 4AD. Хоча Воттс-Рассел і Джон Фраєр були єдиними двома офіційними учасниками гурту, у записах гурту брали участь багато артистів, багато з яких були пов'язані з 4AD, зокрема учасники Cocteau Twins, Pixies і Dead Can Dance. Проєкт став відомим завдяки своєму готичному, дрим-поп звучанню, і випустив три повноформатні альбоми, починаючи з 1984 року.

## Дискографія
Студійні альбоми
- It'll End in Tears (1984)
- Filigree & Shadow (1986)
- Blood (1991)